# Sipholageninae
Sipholageninae es una subfamilia de foraminíferos bentónicos de la Familia Ellipsolagenidae, de la Superfamilia Polymorphinoidea, del Suborden Lagenina y del Orden Lagenida. Su rango cronoestratigráfico abarca desde el Oligoceno superior hasta la Actualidad.

## Discusión
Clasificaciones previas incluían Sipholageninae en la Superfamilia Nodosarioidea.

## Clasificación
Sipholageninae incluye a los siguientes géneros:
- Bifarilaminella
- Moncharmontzeiana
- Sipholagena

Otros géneros considerados en Sipholageninae son:
- Pytine, sustituido por Moncharmontzeiana
- Buchneria, sustituido por Sipholagena